# Acontia philomela
Acontia philomela là một loài bướm đêm trong họ Noctuidae.